# Didelotia unifoliolata
Didelotia unifoliolata är en ärtväxtart som beskrevs av J.Leonard. Didelotia unifoliolata ingår i släktet Didelotia och familjen ärtväxter. IUCN kategoriserar arten globalt som nära hotad. Inga underarter finns listade i Catalogue of Life.